# Paglia Orba
Pour les articles homonymes, voir Paglia Orba (navire) et Paglia (homonymie).
La, Paglia Orba (prononcé [ˌpaʎʎa ˈɔrba]) est un sommet montagneux du massif du Cinto en Corse. Elle s'élève à 2 525 mètres d'altitude, à la jonction amont des vallées du Golo (dans le Niolo) et de la Cavicchia (dans le Filosorma). Relativement isolé, ce sommet remarquable par sa silhouette caractéristique en forme de dent domine la vallée du Fango et la côte occidentale de l'île.
Située à cheval sur les communes d'Albertacce et Manso, la Paglia Orba constitue le deuxième sommet de la chaîne centrale et du Filosorma, derrière la Punta Minuta (2 556 m).

## Géographie

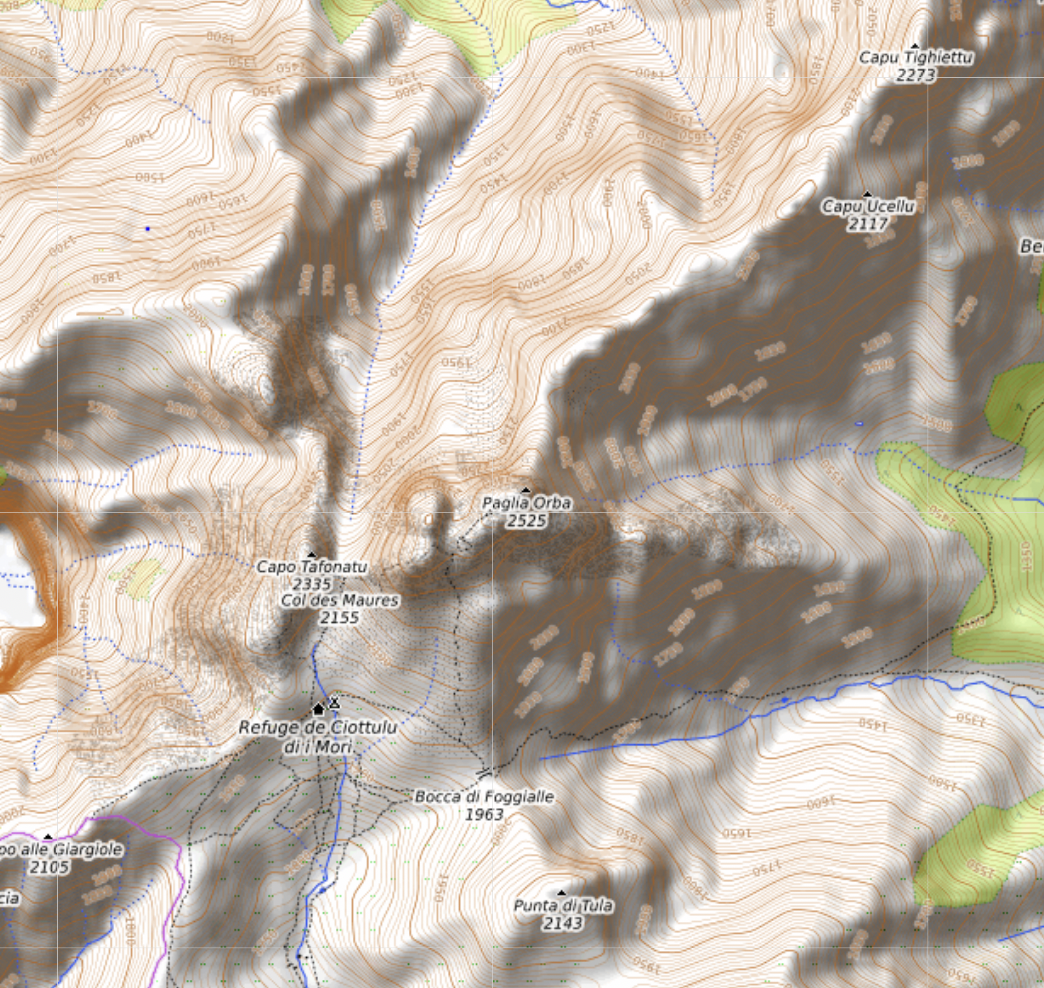
Carte topographique.

Avec ses 2 525 mètres d’altitude, la Paglia Orba se trouve sur les communes d'Albertacce et de Manso. Elle est dominée de près de 200 mètres par le Monte Cinto. Le Golo, le fleuve le plus long de la Corse, prend source à ses pieds.
Sur ses flancs à 1384 mètres d'altitude, prend naissance le ruisseau Orba dans la forêt communale d'Albertacce. Celle-ci est plantée uniquement de pins laricio.

## Géologie

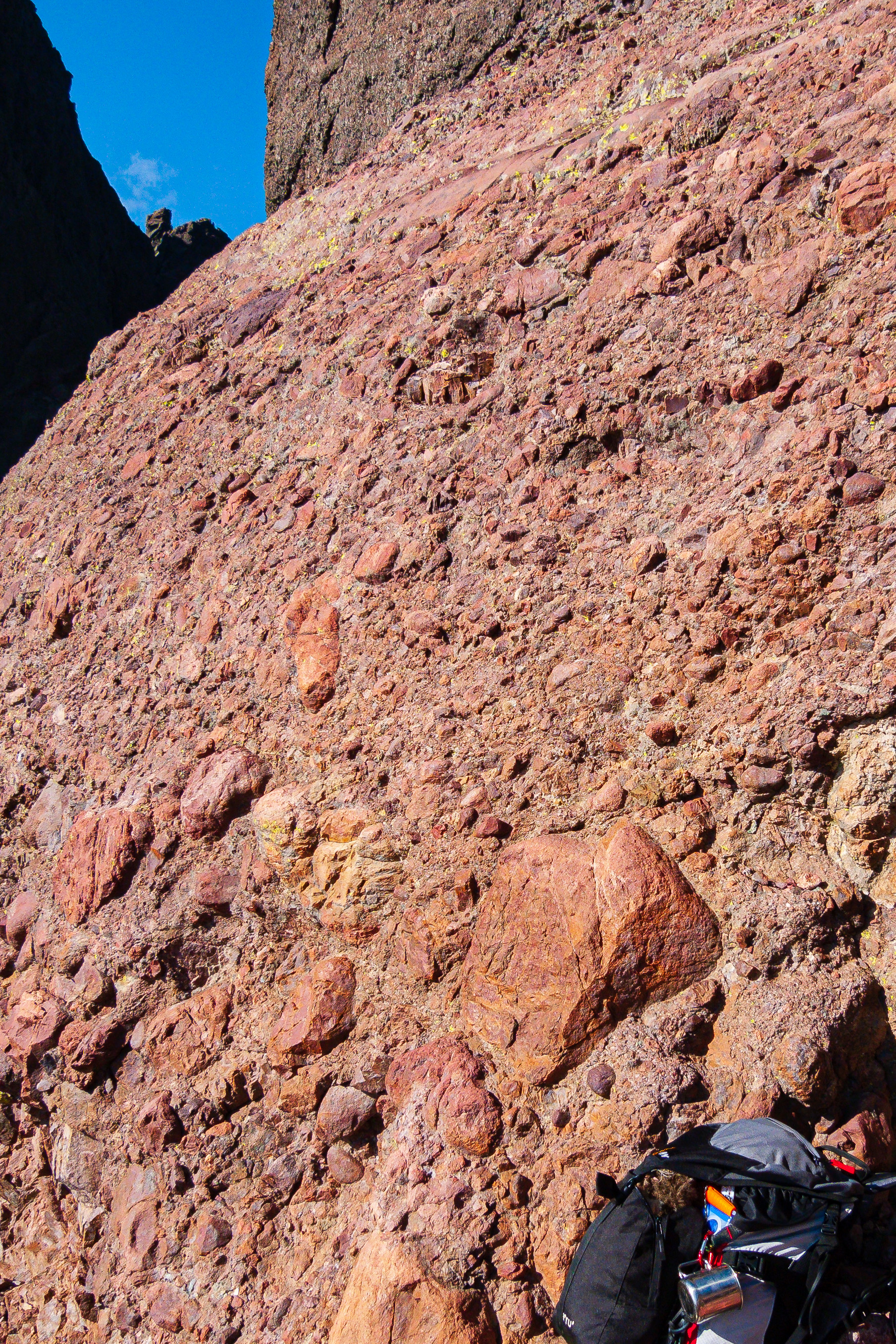
Conglomérat permien de la Paglia Orba

Contrairement aux autres sommets du massif du Cinto formés principalement de roches volcaniques, cette montagne se compose de grès et conglomérats (poudingue) dont certains galets dépassent le mètre cube.
Ces roches sédimentaires se sont accumulées durant le Permo-Trias au sein d'une vaste zone d'effondrement volcanique (un lac occupant une caldeira), avant d'être portées en altitude puis largement détruites par l'érosion au cours de l'ère tertiaire. Seuls quelques rares vestiges de ce remplissage sédimentaire subsistent de nos jours, dont la Paglia Orba préservée en bordure sud-ouest de cette caldeira.

## Accès

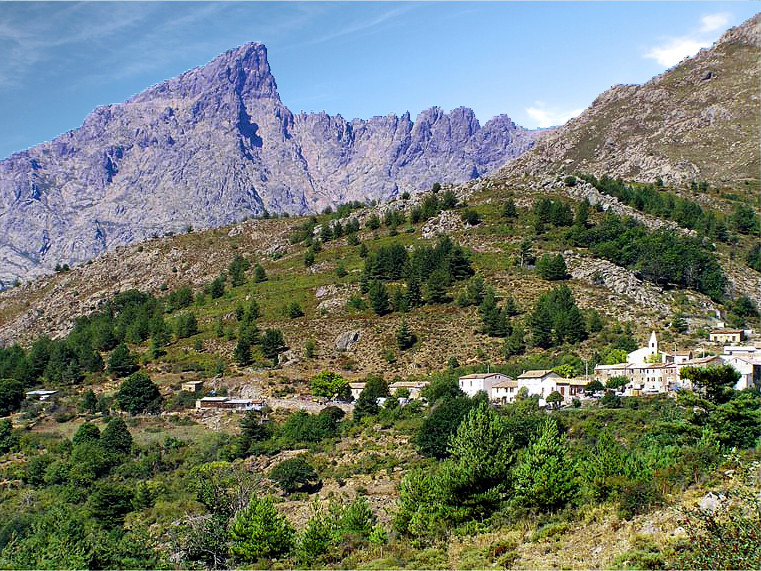
Calasima, le plus haut village de Corse (1095 m), dans le Niolo

La voie normale d’accès au sommet est à la frontière entre randonnée et alpinisme. Du refuge de Ciottulu a i Mori, un sentier s'oriente vers le col des Maures puis remonte un couloir très raide sur le versant ouest de la Paglia Orba. L'itinéraire marqué de cairns surplombe ensuite une falaise pour atteindre une première antécime, séparée du véritable sommet par un ravin dit « combe des Chèvres ». D'autres voies escarpées existent en face sud (fractures verticales ou cheminées) mais requièrent des notions d'escalade.

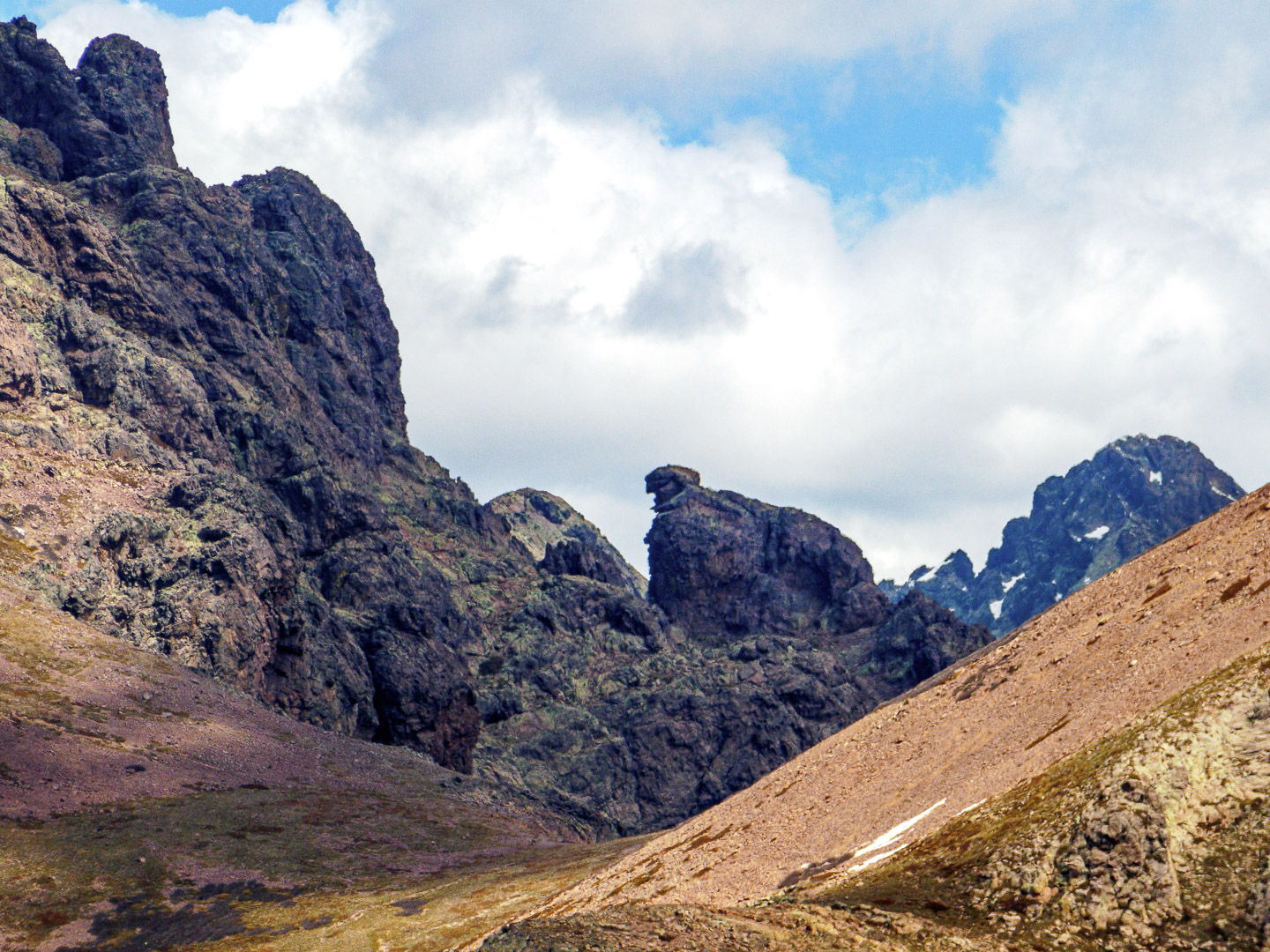
L'éperon rocheux du Sphinx, en versant est de la Paglia Orba

Les randonneurs expérimentés et alpinistes peuvent également réaliser le tour de la Paglia Orba en franchissant la « brèche des Géologues » (nommée en mémoire d'un géologue qui y trouva la mort,) et la « brèche du Sphinx », près d'un bloc rocheux d'allure caractéristique.

### Escalade
Les faces et arêtes vertigineuses de cette « reine des montagnes corses » offrent aux pratiquants de l'escalade une multitude de voies cotées « AD » à « ED ».

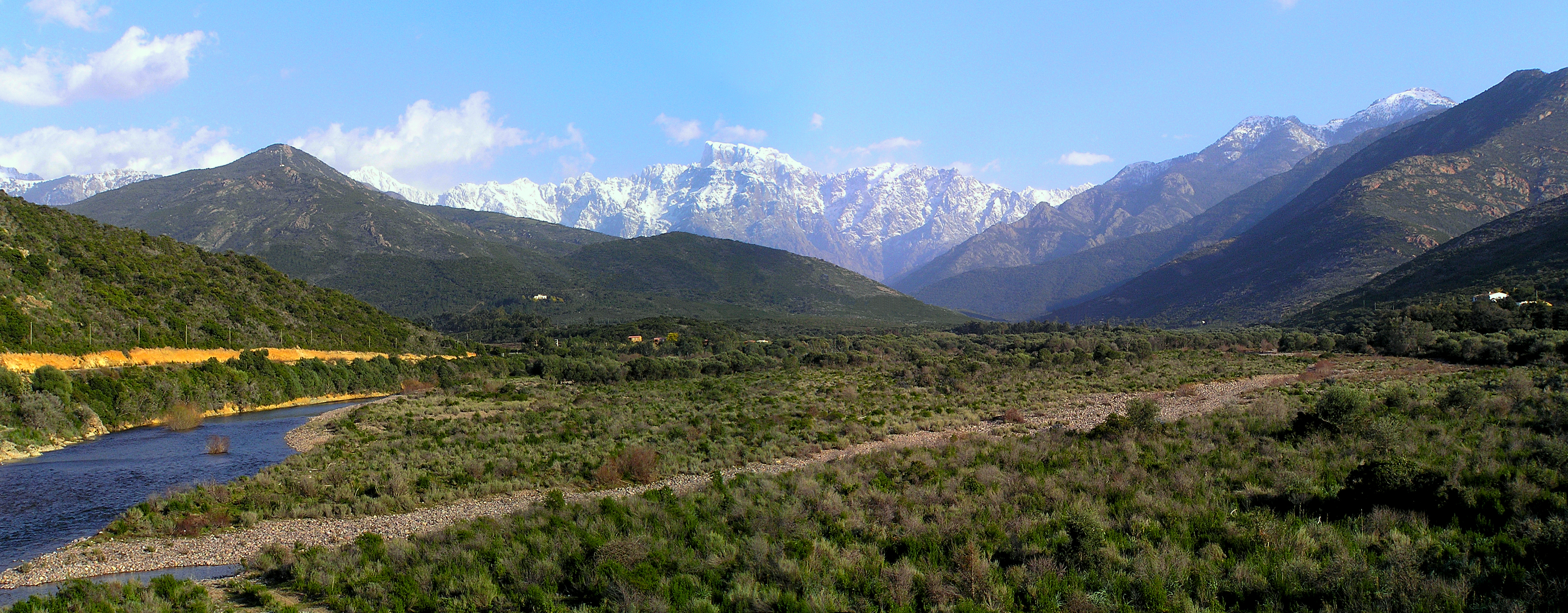
La Paglia Orba vue depuis le Pont des 5 Arcades (D81) à Galéria, par-dessus la vallée du Fango.

La Paglia Orba (à gauche) vue depuis le barrage de Calacuccia. Au milieu, le Monte Cintu.